# Marco Pino
Pour les articles homonymes, voir Pino (homonymie).
 Marco Pino ou Marco dal Pino ou Marco di Pino ou, par ses origines, Marco da Siena (Sienne, 1521- Naples, 1583) est  un peintre italien maniériste de l'école napolitaine du XVIe siècle.

## Biographie
Marco Pino a été formé à Sienne à l'âge de douze ans par Domenico Beccafumi, a travaillé à Rome (1544) pour le marché très prolifique des œuvres destinées à appuyer la Contre-Réforme, avec Michel-Ange, Perino del Vaga et Daniele da Volterra.
Il part ensuite à Naples où il vécut tout le reste de sa vie et où il devint le représentant du second maniérisme dans la partie méridionale de l'Italie et à Naples (1577) où il est mort.
Vasari a dit de lui : «…condottosi a Napoli, si è presa quella città per patria. ».
Le biographe Filippo Baldinucci soutient qu'il aurait collaboré avec Baldassare Peruzzi.
Son activité graphique a fait l'objet de nombreuses gravures, diffusées par Cornelis Cort (1568), Mario Cartaro (1571) et Cherubino Alberti (1579).

## Œuvres
- Cycle des Épisodes de la Vie d'Alexandre le Grand, fresques, Castel Sant’Angelo (1543-1547), Rome, avec Perin del Vaga
- ... de la Sala Paolina (1545-1546), Château Saint-Ange, Rome (en collaboration avec Perin del Vaga)
- La Visitation (1545), église de Santo Spirito in Sassia, Rome.
- La Rencontre d'Anne et de Joachim et Le Couronnement de la Vierge (fresques) (1548-1550), église de la Trinité-des-Monts, Rome (en collaboration avec Daniele da Volterra).
- La Résurrection et  Prophètes et Sibylles (fresques) (1568-1584), Oratorio del Gonfalone,
- Pietà, Église Sainte-Marie d'Aracœli.
- Fresques (perdues), Abbaye du Mont-Cassin
- L'Adoration des mages et Assomption (1571), L'Adoration des bergers, La Nativité de la Vierge, La Crucifixion (1577) (retables), église Santi Severino e Sossio, Naples.
- L'Incrédulité de saint Thomas (1573), Dôme, Naples.
- L'Adoration des mages, Musée Capodimonte, Naples.
- La Transfiguration, La Madone avec des saints et La Circoncision, église du Gesù Vecchio, Naples.
- La Crucifixion et La Vierge avec saint Antoine et saint François, basilique San Giacomo degli Spagnoli, Naples.
- Saint Paul apôtre,
- Groupe d'anges sur des nuages levant les yeux vers le Père éternel, Département des arts graphiques (v. 1573), Musée du Louvre.
- La Résurrection du Christ, Galerie Borghèse, Rome.
- Le Christ  sur la Croix avec Marie, saint Jean apôtre et sainte Catherine de Sienne, Getty Center.
- Lieux des œuvres conservées à Sienne :
  - Pinacoteca Nazionale,
  - Collezione Chigi Saracini,
  - Fondation Monte dei Paschi di Siena : Sacra Famiglia con San Giovannino (1540)
- Noli me tangere (attribué précédemment à Girolamo Siciolante da Sermoneta)

## Sources
- (en) Cet article est partiellement ou en totalité issu de l’article de Wikipédia en anglais intitulé « Marco Pino » (voir la liste des auteurs).